# Индекс гендерного неравенства

Индекс гендерного неравенства по странам (зелёный — неравенство ниже, красный — выше)

Индекс гендерного неравенства (англ. The Gender Inequality Index) — интегральный показатель, который отражает неравенство в возможностях достижений между мужчинами и женщинами в трех измерениях: репродуктивном здоровье, расширении прав и возможностей, а также на рынке труда. Индекс гендерного неравенства был представлен Секретариатом Всемирного экономического форума в Женеве в 2010 году. Используется Организацией Объединённых наций в Отчёте о человеческом развитии с 2010 года.

## Методология измерения индекса
Методология индекса гендерного неравенства похожа на методологию индекса человеческого развития, скорректированного с учётом неравенства мужчин и женщин. Индекс теоретически может меняться от нуля (полное равенство женщин и мужчин) до единицы (полное неравенство во всех измерениях).
Индекс гендерного неравенства можно интерпретировать как процент потерь потенциального уровня человеческого развития из-за недостатков во включенных в него измерениях. В отличие от индекса человеческого развития, более высокие значения индекса гендерного неравенства означают худшие достижения.
Индекс учитывает следующие факторы, определяющие его значение.

### Репродуктивное здоровье
Репродуктивное здоровье измеряется двумя показателями: уровнем материнской смертности и коэффициентом рождаемости у подростков.
В данном случае для расчёта индекса используются показатели здоровья, которым нет соответствующих эквивалентов для мужчин. Однако, введение этих показателей обосновано тем, что безопасное материнство отражает то, насколько общество считает важным репродуктивную роль женщин. Репродуктивное здоровье девочек и женщин для расчёта индекса сравнивается с идеальными показателями: отсутствием материнской смертности и подростковой беременности. Обосновывается это тем, что деторождение само по себе не только связано с риском, но и (если оно начинается слишком рано) наносит вред здоровью и ограничивает будущие репродуктивные возможности женщины. Раннее вынашивание ребёнка, измеряемое коэффициентом рождаемости у подростков, связано с большими опасностями для здоровья матери и ребёнка и обычно мешает молодым женщинам посещать школу, зачастую обрекая их в лучшем случае на низкоквалифицированную работу.

### Расширение прав и возможностей
Данная составляющая индекса также измеряется двумя показателями: соотношением числа женщин и мужчин, являющихся депутатами парламента и уровнем среднего и высшего образования среди женщин.
Как показали исследования, в 2010 году женщины не были представлены в представительных органах власти только в 2 из 138 стран. Для того, чтобы сделать возможными вычисления, нулевые значения были заменены на значение в 0,1 процента. Обосновывалось это тем, что даже если женщины не представлены в парламенте, они имеют некоторое политическое влияние.

### Степень экономической активности
Экономическая активность измеряется уровнем представленности женщин в той части населения, которое занято в общественном производстве, то есть представляет рабочую силу.

## Значения индекса гендерного неравенства
Среднее значение индекса гендерного неравенства в мире составляет 0,56, что говорит о 56 процентах потерь вследствие неравенства мужчин и женщин по всем трём измерения интегрального индекса. Наилучшее значение этого индекса составляет 0,17 для Нидерландов. В пятёрке стран-лидеров по этому показателю находятся также Дания, Швеция, Швейцария и Норвегия. Наихудшие значения (с точки зрения неравенства возможностей для женщин по сравнению с мужчинами) — 0,85 для Йемена. Для развитых стран-членов ОЭСР среднее значение индекса 0,32, для стран Южной Азии — 0,74.
В странах к югу от Сахары, государствах Южной Азии и арабских государствах наблюдаются наибольшие показатели гендерного неравенства. При этом важнейшим фактором является репродуктивное здоровье. Несмотря на то, что в Среднем Востоке и в Северной Африке женщина в возрасте 30 лет более здорова и образованна, чем её мать, она сталкивается с наибольшими препятствиями в поиске работы и играет менее активную публичную роль, чем её сверстницы в других регионах мира.